# Apotropina sigalopleura
Apotropina sigalopleura är en tvåvingeart som beskrevs av Curtis W. Sabrosky 1982. Apotropina sigalopleura ingår i släktet Apotropina och familjen fritflugor.
Artens utbredningsområde är Moçambique. Inga underarter finns listade i Catalogue of Life.